# Gebhardgebäude

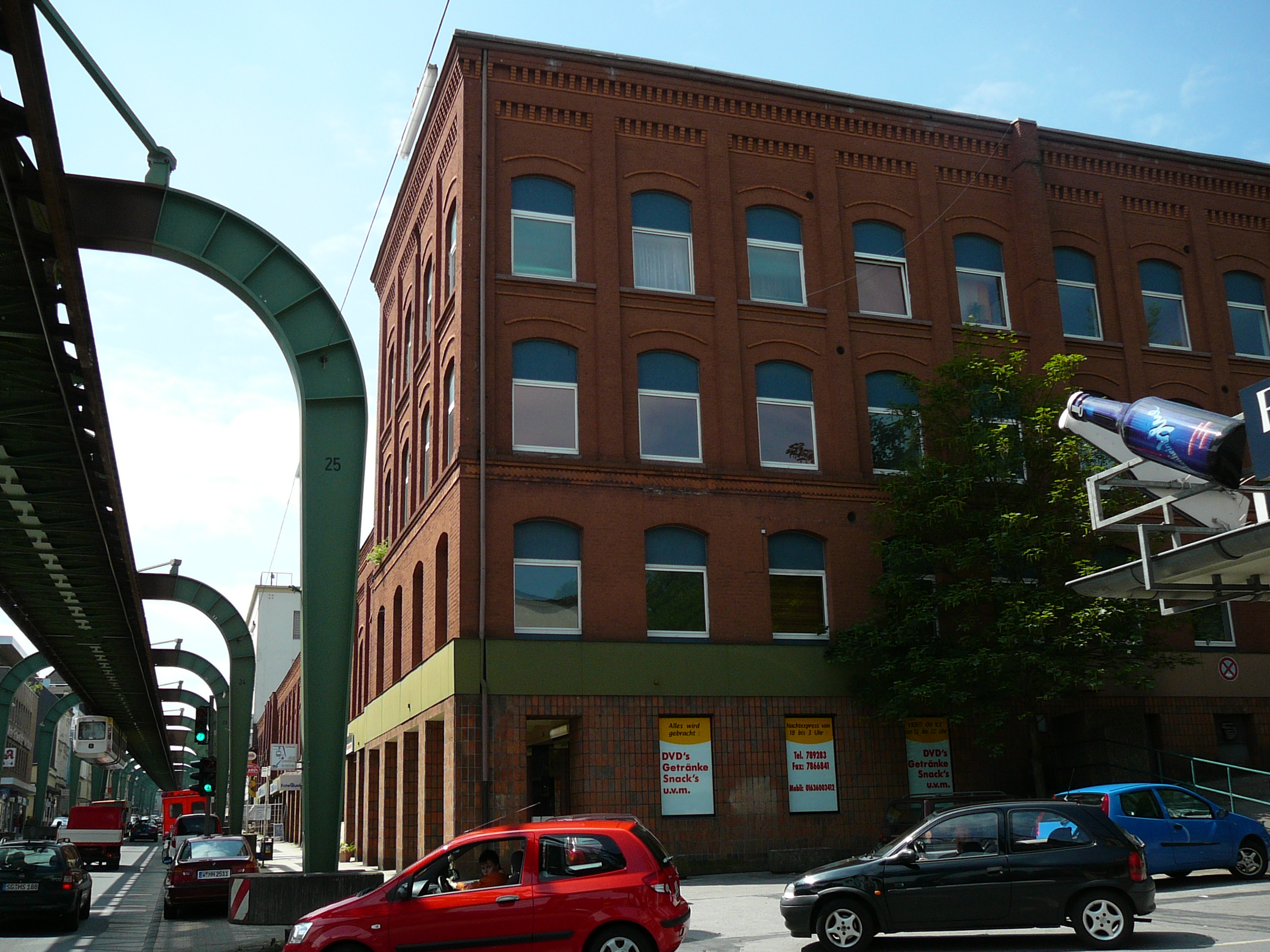
Die ehemalige Seidenweberei Gebhard & Co. AG

Das Gebhardgebäude im Wuppertaler Stadtteil Vohwinkel lag an der Kaiserstraße und war das historische Verwaltungsgebäude der Seidenweberei Gebhard & Co. AG. Es wurde 2015 niedergelegt.

## Geschichte

### Gebhard & Co.

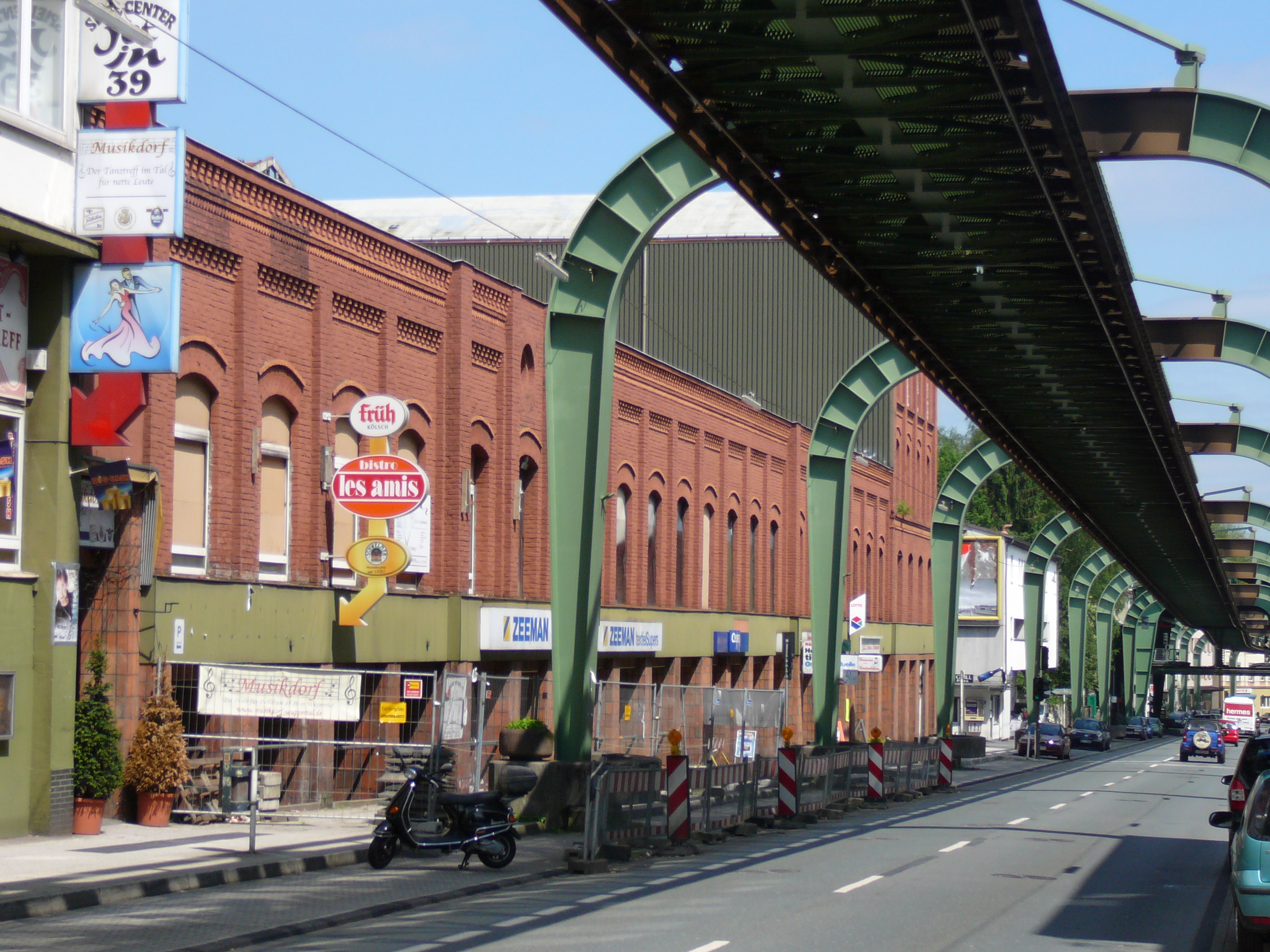
Das Gebhardgebäude an der Kaiserstraße

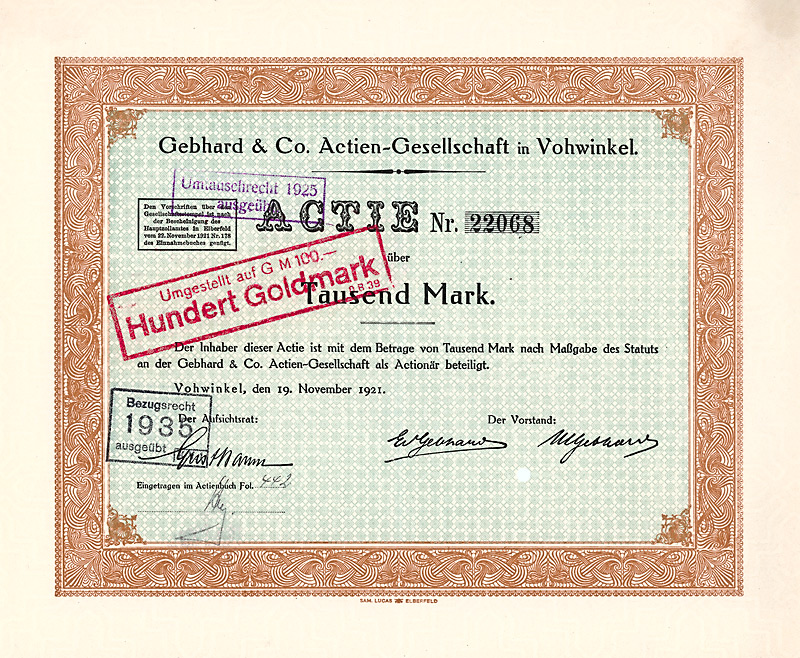
Aktie über 1000 Mark der Gebhard & Co AG vom 19. November 1921

Das sogenannte Gebhardgebäude der ehemaligen Seidenweberei Gebhard & Co. AG an der Kaiserstraße wurde 1875 erbaut. Die Firma wurde 1797 gegründet, als drei bergische Kaufleute in Hardenberg (heute zu Neviges) die Firma Bernhard Cahen et Leeser gründeten und 1807 nach Elberfeld verlagerten. Eine Neugründung, zunächst als OHG Gebhard & Co und dann als Gebhard & Co. AG, erfolgte im Jahre 1859 durch Franz Josef Gebhard in Elberfeld.
Der Sitz der Firma, die sich mit der Herstellung und dem Vertrieb von Seidenstoffen betätigte, wurde am 1. Februar 1886 dann nach Vohwinkel verlegt. Die Umwandlung in eine Aktiengesellschaft (AG) erfolgte am 17. Januar 1907. Die Aufnahme der Börsennotiz erfolgte in Berlin und 1948 in Düsseldorf. Außer dem Standort in Vohwinkel hatte die Firma eine Niederlassung in Monschau und beschäftigte zeitweise über 2000 Mitarbeiter. Der Konkurs erfolgte im Jahr 1974.

### Archäologischer Fund
Nach einer Zeitungsmeldung wurden beim Bau zwei archäologische Funde gemacht. In der Meldung im General-Anzeiger für Elberfeld-Barmen vom 5. Dezember 1927 heißt es, dass beim Ausheben der Fundamente in der Tiefe von drei bis vier Meter eine hölzerne Wasserleitung entdeckt wurde. Es wurde ein 50 Zentimeter starker Eichenbaumstamm gefunden, der in der Mitte längs geteilt war und eine kreisrunde Öffnung mit einem Durchmesser von 20 Zentimetern aufwies.
Gleichzeitig fand man in einer Spalte im Stamm eine gut erhaltene antike Münze. Die römische Münze stammte aus dem Jahr 194 n. Chr. und zeigt die nach rechts geneigte Büste des römischen Kaisers Septimius Severus (193–211) mit Panzer und Lorbeerkranz. Die Umschrift lautet: „Lucius Septimius Severus Pertinax Augustus Imperator III“. Auf der Rückseite sind drei nach links schreitende Jungfrauen dargestellt, die in der linken Hand Füllhörner, in der rechten je eine Waage tragen. Hier lautet die Inschrift unter Ergänzung der Abkürzungen: „Monetae Augusti Consulis II patris Patriae — Senatus Consulto.“
Die Funde wurden von der Stadt in Gewahrsam genommen, für weitere Untersuchungen wurde Hans Lehner, Leiter des Provinzialmuseums in Bonn, beauftragt. Die Meldung besagte weiter: „Dieser Fund vom Ende des 2. Jahrhunderts könnte darauf hinweisen, dass das Vohwinkeler Tal schon vor 16 Jahrhunderten besiedelt war.“

### Nach dem Konkurs
Am 24. April 1980 wurde eine Eissporthalle eröffnet. Sie war zu damaliger Zeit eine der größten überdachten Eisbahnen in Europa. Sie wurde später wieder geschlossen.
Weiter beherbergt das Gebäude eine Tanzschule, die Post, mehrere Geschäfte, Arzt- und Rechtsanwaltspraxen.

### Brandschaden

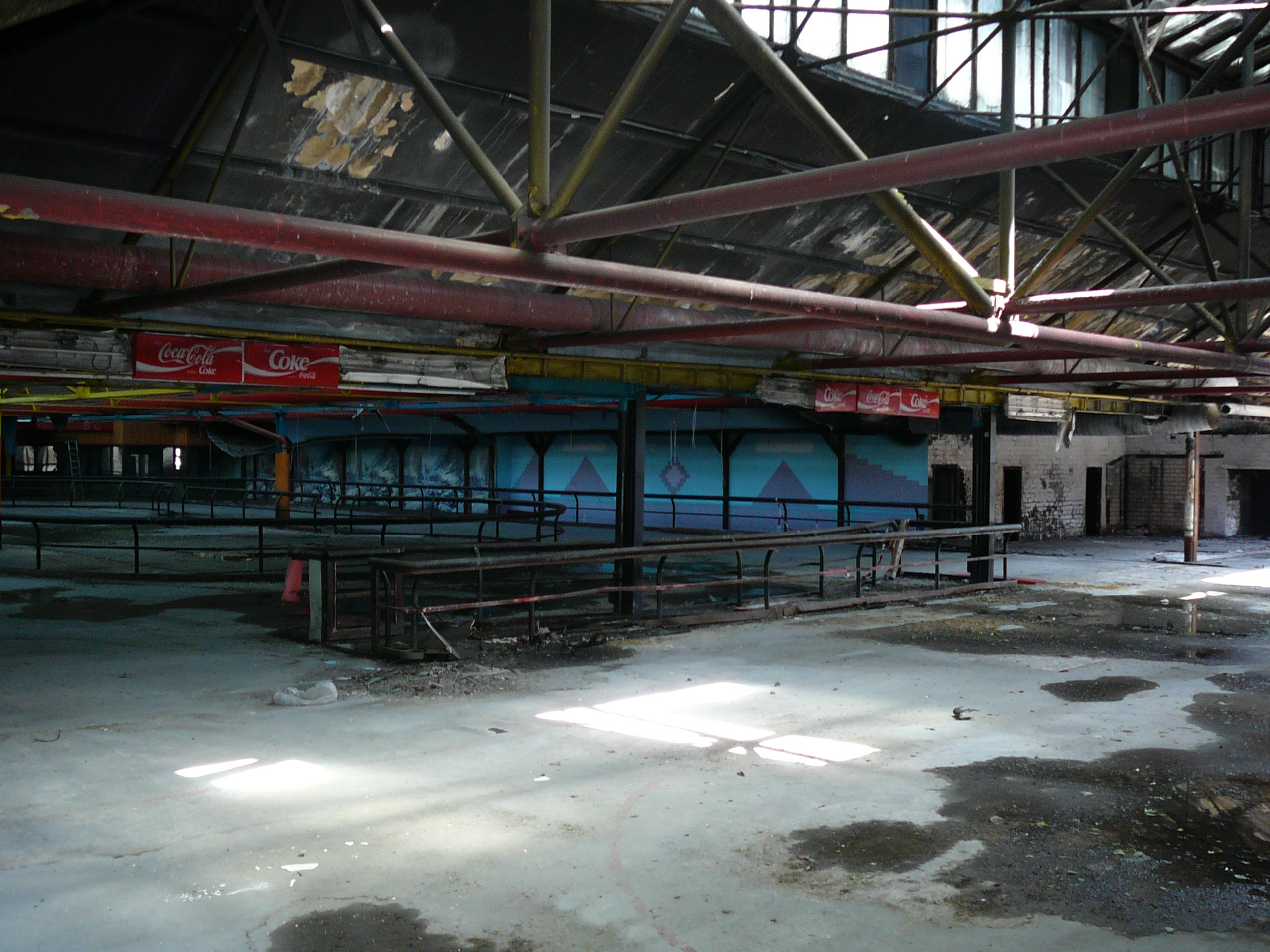
Die ehemalige Eissporthalle ist nach dem Brandschaden vom Parkplatz einsehbar

Am 23. September 2006 gab es nach einem Wasserrohrbruch und Kurzschluss einen Schwelbrand, der aber nur einen geringen Schaden von schätzungsweise 20.000 Euro verursachte. Nur zwei Tage später gab es einen weiteren Großbrand in den Räumen der ehemaligen Eislaufhalle. Dieser Brand verursachte einen beträchtlichen Schaden von schätzungsweise 300.000 Euro, Teile des Gebäudes waren seitdem einsturzgefährdet. Zuvor hatte es im Januar gleichen Jahres einen kleinen Brand in der Tanzschule gegeben, der einen Schaden von schätzungsweise 500.000 Euro verursachte.

### Abriss
Nach den ursprünglichen Planungen sollte nur der Zwischenbereich, der die ehemalige und abgebrannte Eissporthalle beherbergte, abgerissen und entkernt werden. An seiner Stelle soll großflächiger Einzelhandel eingerichtet werden. Die Abrissarbeiten wurden 2015 auf das ganze Gebäudeensemble ausgeweitet.